# Аскеназ
Аскена́з, Ашкеназ (ивр. אשכנז‎ Ашкена́з; др.-греч. Ἀσχανὰζ; лат. Aschenez) — согласно Библии, сын Гомера, сына Иафета, правнук Ноя (Быт. 10:3).
Ашкеназ — название Германии в средневековой раввинской литературе.

## Идентификации
У пророка Иеремии «Аскеназское царство» упоминается рядом с Араратским (Иер. 51:27). Согласно комментарию А. П. Лопухина, эта народность жила в пределах Армении. По его мнению, вполне правдоподобно, что эта народность, выйдя из территории своего первоначального пребывания, с течением времени обосновалась в Западной Европе и здесь положила начало населению будущей Германии.
В 1935 году английский лингвист, антрополог и историк Хантингфорд счёл вполне возможной версию, что слово Σκυθαί («Скифаи») является древнегреческой формой слова Ashguzai (идентичной слову «Ашкеназ»), обозначавшему скифов.
Айзек Азимов в своей книге «В начале» делает предположение, что, возможно, Аскеназ также имеет отношение к скифам, на том основании, что это имя созвучно слову «Ашгуза».
Армянский историк Корюн (380—450 н.э.) называет потомков Аскеназа армянским народом.